# Adré
Adré este un oraș situat în partea estică a Ciadului, în regiunea Ouaddaï, aproape de granița cu Sudanul. Conform unor estimări oficiale din 2010, populația orașului numără 12.100 locuitori. În 2007 localitatea a fost scena de război între rebeli și forțele guvernamentale  .